# Kingsley Amis

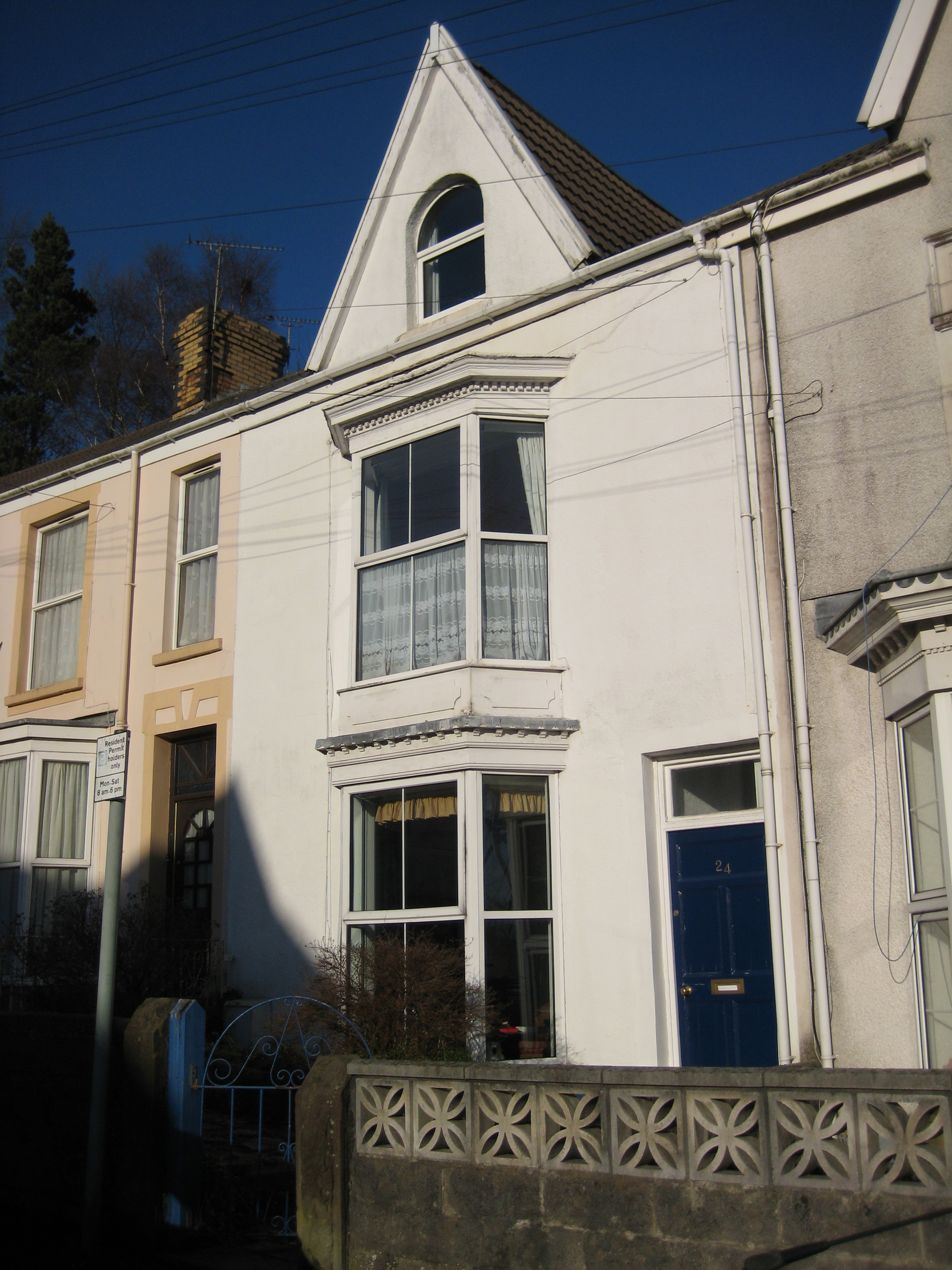
Huis van Amis in Swansea

Kingsley William Amis (Londen, 16 april 1922 — aldaar, 22 oktober 1995) was een Engels auteur van een twintigtal meestal humoristische romans, een zestal dichtbundels, een aantal collecties korte verhalen en een tiental boeken met literaire en sociale beschouwingen. Daarnaast was hij lector in Swansea (1948-1961) en korte tijd in Cambridge (1961-1963). Zijn stijl wordt gekenmerkt door vlijmscherpe observaties, een zeer goed oor voor het Engelse idioom en soms hilarische plots.

## Biografie
Amis werd geboren in Londen, ging daar naar school op de City of London School en studeerde letteren aan St John's College, Oxford. Hij zat in het leger bij de verbindingsdienst voordat hij in 1947 zijn studie weer oppakte. Hij brak door met zijn eerste boek Lucky Jim, dat een bestseller werd en een nieuwe trend in de hedendaagse literatuur zette. Hij was een vertegenwoordiger van wat de stroming van de Angry Young Men ging heten. Lucky Jim was het eerste boek waarin een 'gewoon mens' een hoofdrol als antiheld speelde.
Daarnaast was Amis geïnteresseerd in sciencefiction en heeft een aantal bloemlezingen daarvan samengesteld.
Kingsley Amis is tweemaal getrouwd geweest, de tweede maal met Elizabeth Jane Howard, en hij had drie kinderen. Zijn zoon Martin Amis († 2023) was eveneens een gerespecteerd schrijver.
In 1990 werd Amis door koningin Elizabeth II van het Verenigd Koninkrijk geridderd en sindsdien mag hij sir genoemd worden. Hij heeft ook geschreven onder de pseudoniemen Robert Markham en William Tanner.
Zijn drankgebruik in latere levensjaren heeft volgens biograaf Zachary Leader zeker bijgedragen aan zijn relatief vroegtijdig overlijden.